# Кажлодское сельское поселение
Кажлодское се́льское поселе́ние — муниципальное образование в Торбеевском районе Мордовии Российской Федерации.
Административный центр — село Кажлодка.

## История
Статус и границы сельского поселения установлены Законом Республики Мордовия от 28 декабря 2004 года № 127-З  «Об установлении границ муниципальных образований Торбеевского муниципального района, Торбеевского муниципального района и наделении их статусом сельского поселения, городского поселения и муниципального района».

## Население
| 2002 | 2010 | 2012 | 2013 | 2014 | 2015 | 2016 |
| ---- | ---- | ---- | ---- | ---- | ---- | ---- |
| 840  | ↘716 | ↘690 | ↘673 | ↘652 | ↘632 | ↘603 |
| 2017 | 2018 | 2019 | 2020 | 2021 |      |      |
| ↗604 | ↘581 | ↘567 | ↘566 | ↗618 |      |      |

## Состав сельского поселения
| № | Населённый пункт | Тип населённого пункта       | Население |
| - | ---------------- | ---------------------------- | --------- |
| 1 | Кажлодка         | село, административный центр | ↘578      |
| 2 | Слаим            | село                         | ↘138      |